# Sound and Vision
Sound and Vision is een nummer van de Britse muzikant David Bowie, afkomstig van het elfde studioalbum Low uit 1977. Op 11 februari dat jaar werd het nummer wereldwijd op single uitgebracht. In 1991 werd het nummer op cd-single uitgebracht.

## Achtergrond
Samen met zijn producer Tony Visconti nam Bowie het nummer oorspronkelijk op als een instrumentaal nummer, met uitzondering van de achtergrondzang die werd uitgevoerd door Visconti's vrouw Mary Hopkin. Nadat de band de studio had verlaten, nam Bowie zijn vocalen op en bewerkte hij dit tot een nummer met een relatief lange instrumentale introductie. Ten tijde van de uitgave van het nummer op single gebruikte de BBC het in promo's van hun tv-programma's, wat nodig was aangezien Bowie zelf niks deed om het nummer te promoten.
De plaat werd in een aantal landen een hit. In Bowie's thuisland het Verenigd Koninkrijk werd de 3e positie behaald in de UK Singles Chart. In Duitsland werd de 6e positie bereikt, Oostenrijk de 15e,  de VS de 69e, Nieuw-Zeeland de 7e, Australië de 74e en Canada de 87e positie.
In Nederland werd de plaat veel gedraaid op Hilversum 3 en werd een hit in de destijds twee landelijke hitlijsten op de nationale publieke popzender. De plaat bereikte de 2e positie in zowel de Nationale Hitparade als de Nederlandse Top 40. In de op Hemelvaartsdag 27 mei 1976 gestarte Europese hitlijst op Hilversum 3, de TROS Europarade, werd de 3e positie bereikt.
In België bereikte de plaat de 2e positie in de Vlaamse Radio 2 Top 30, de 3e positie in de voorloper van de Vlaamse Ultratop 50 en de 11e positie in de voorloper van de Waalse Ultratop 50. 
In 2013 werd een nieuwe versie van het nummer uitgebracht op single als onderdeel van een reclamecampagne voor de Sony Xperia Z. De nieuwe mix van Sonjay Prabhakar, waarin de leadvocals intact bleven maar Hopkins' achtergrondvocals werden vervangen door een piano die werd bespeeld door Rob Gentry, werd op 7 oktober 2013 als "Sound and Vision 2013" uitgebracht op single. In Nederland behaalde deze versie géén notering in zowel de Single Top 100 als de Nederlandse Top 40 op destijds Radio 538 en de publieke hitlijst; de Mega Top 50 op NPO 3FM.
Ook in België werd géén notering behaald in zowel beide Vlaamse hitkijsten als de Waalse hitlijst.
Sinds de allereerste editie in december 1999 staat de plaat onafgebroken genoteerd in de jaarlijkse NPO Radio 2 Top 2000 van de Nederlandse publieke radiozender NPO Radio 2, met als hoogste notering een 472e positie in 2016, Bowie's jaar van overlijden.

## Tracklijst
Originele 7" vinylsingle (1977)
1. "Sound and Vision" (Bowie) - 3:00
2. "A New Career in a New Town" (Bowie) - 2:50

David Bowie vs 808 State cd-single (1991)
- In 2010 werd deze versie opnieuw uitgebracht als een exclusieve digitale download single.

1. "Sound + Vision (808 Gift mix)" - 3:58
2. "Sound + Vision (808 'lectric Blue remix instrumental)" - 4:08
3. "Sound + Vision (David Richards remix 1991)" - 4:40
4. "Sound + Vision (Original version)" - 3:03

David Bowie - Sound And Vision cd-single (2013)
1. "Sound + Vision 2013" - 1:50
2. "Sound + Vision (Remastered)" - 3:04

## Muzikanten
- David Bowie: zang, saxofoon, chamberlin
- Ricky Gardiner: leadgitaar
- Carlos Alomar: slaggitaar
- George Murray: basgitaar
- Dennis Davis: drums
- Brian Eno: synthesizers, achtergrondzang
- Mary Visconti: achtergrondzang
- Roy Young: piano

## Hitnoteringen

### Nederlandse Top 40
| Hitnotering: 09-04-1977 t/m 25-06-1977 | Hitnotering: 09-04-1977 t/m 25-06-1977 | Hitnotering: 09-04-1977 t/m 25-06-1977 | Hitnotering: 09-04-1977 t/m 25-06-1977 | Hitnotering: 09-04-1977 t/m 25-06-1977 | Hitnotering: 09-04-1977 t/m 25-06-1977 | Hitnotering: 09-04-1977 t/m 25-06-1977 | Hitnotering: 09-04-1977 t/m 25-06-1977 | Hitnotering: 09-04-1977 t/m 25-06-1977 | Hitnotering: 09-04-1977 t/m 25-06-1977 | Hitnotering: 09-04-1977 t/m 25-06-1977 | Hitnotering: 09-04-1977 t/m 25-06-1977 | Hitnotering: 09-04-1977 t/m 25-06-1977 | Hitnotering: 09-04-1977 t/m 25-06-1977 |
| Week:                                  | 1                                      | 2                                      | 3                                      | 4                                      | 5                                      | 6                                      | 7                                      | 8                                      | 9                                      | 10                                     | 11                                     | 12                                     |                                        |
| -------------------------------------- | -------------------------------------- | -------------------------------------- | -------------------------------------- | -------------------------------------- | -------------------------------------- | -------------------------------------- | -------------------------------------- | -------------------------------------- | -------------------------------------- | -------------------------------------- | -------------------------------------- | -------------------------------------- | -------------------------------------- |
| Positie:                               | 23                                     | 12                                     | 7                                      | 4                                      | 2                                      | 3                                      | 4                                      | 10                                     | 14                                     | 16                                     | 27                                     | 37                                     | uit                                    |

### Nationale Hitparade
| Hitnotering: 02-04-1977 t/m 18-06-1977 | Hitnotering: 02-04-1977 t/m 18-06-1977 | Hitnotering: 02-04-1977 t/m 18-06-1977 | Hitnotering: 02-04-1977 t/m 18-06-1977 | Hitnotering: 02-04-1977 t/m 18-06-1977 | Hitnotering: 02-04-1977 t/m 18-06-1977 | Hitnotering: 02-04-1977 t/m 18-06-1977 | Hitnotering: 02-04-1977 t/m 18-06-1977 | Hitnotering: 02-04-1977 t/m 18-06-1977 | Hitnotering: 02-04-1977 t/m 18-06-1977 | Hitnotering: 02-04-1977 t/m 18-06-1977 | Hitnotering: 02-04-1977 t/m 18-06-1977 | Hitnotering: 02-04-1977 t/m 18-06-1977 | Hitnotering: 02-04-1977 t/m 18-06-1977 |
| Week:                                  | 1                                      | 2                                      | 3                                      | 4                                      | 5                                      | 6                                      | 7                                      | 8                                      | 9                                      | 10                                     | 11                                     | 12                                     |                                        |
| -------------------------------------- | -------------------------------------- | -------------------------------------- | -------------------------------------- | -------------------------------------- | -------------------------------------- | -------------------------------------- | -------------------------------------- | -------------------------------------- | -------------------------------------- | -------------------------------------- | -------------------------------------- | -------------------------------------- | -------------------------------------- |
| Positie:                               | 29                                     | 24                                     | 14                                     | 7                                      | 3                                      | 2                                      | 3                                      | 4                                      | 7                                      | 11                                     | 16                                     | 26                                     | uit                                    |

### TROS Europarade
Hitnotering: 07-04-1977 t/m 23-06-1977. Hoogste notering: #3 (2 weken).

### NPO Radio 2 Top 2000
| Nummer met noteringen in de NPO Radio 2 Top 2000 | '99 | '00  | '01  | '02 | '03  | '04 | '05  | '06  | '07  | '08  | '09  | '10  | '11  | '12  | '13 | '14 | '15 | '16 | '17 | '18 | '19 | '20 | '21 | '22 | '23 | '24  |
| ------------------------------------------------ | --- | ---- | ---- | --- | ---- | --- | ---- | ---- | ---- | ---- | ---- | ---- | ---- | ---- | --- | --- | --- | --- | --- | --- | --- | --- | --- | --- | --- | ---- |
| Sound and Vision                                 | 828 | 1008 | 1269 | 847 | 1098 | 843 | 1165 | 1211 | 1312 | 1125 | 1061 | 1090 | 1252 | 1005 | 847 | 798 | 975 | 472 | 730 | 907 | 823 | 876 | 931 | 941 | 980 | 1280 |

1. ↑  Een vetgedrukt getal geeft de hoogste notering aan.